# 오이시 다이지로
오이시 다이지로(일본어: 大石 大二郎, 1958년 10월 20일 ~ )는 일본의 전 프로 야구 선수이자 야구 지도자, 야구 해설가·평론가이다. 시즈오카현 시즈오카시 출신이며 현역 시절 포지션은 내야수였다.
1987년부터 1990년까지의 등록명은 ‘大石 第二朗’(동음).

## 인물

### 프로 입단 전
시즈오카현 시즈오카시에서 선어를 소매 또는 취급하는 가정에서 태어났다. 중학교에서는 2학년 위의 형이 야구부 주장을 맡고 있어서 같은 야구부에 들어가는 걸 원치 않았기 때문에 당초에는 유도부에 들어갔지만 생각을 바꿔 6월엔 야구부로 옮겨 본격적인 야구를 시작했다.
고등학교도 형과 마찬가지로 시즈오카 상업고등학교에 진학해 부원이 50명을 넘는 부서라서 1학년의 여름부터 벤치에 들어갔다. 1974년 야구 선수권 대회(제56회 전국 고등학교 야구 선수권 대회)에 출전했지만 오이시 본인의 출전 기회는 없었으며 3학년 에이스인 다카하시 미치타케의 호투에 힘입어 팀은 8강에 진출했다. 이듬해에는 1번 타자로서 춘계 선발 대회(제47회 선발 고등학교 야구 대회)에 출전하여 팀의 8강 진출에 기여했다. 3학년 때는 동급생이자 훗날 프로 선수가 되는 구보데라 유지가 유격수를 맡으면서 자신은 3번·3루수를 맡았으며 팀은 시즈오카현 예선에 나갈 것으로 여겨졌다. 그러나 1학년 위의 선배가 1월 말에 다른 학교 학생과 패싸움을 했던 사실이 4월에 발각되면서 팀은 하계 시즈오카현 대회에 출전할 수 없게 됐다.
시즈오카 상업고등학교를 졸업한 후에는 경륜 선수가 되려고 생각했었지만 아버지의 권유로 아시아 대학에 진학했다. 3학년 때인 1979년 춘계 리그에서 17개의 도루를 기록해 당시 도토 대학 리그 신기록을 수립했다. 대학 4년 간 통산 91경기에 출전하여 344타수 99안타, 타율 2할 8푼 8리, 4홈런, 25타점, 44개의 도루를 기록했고 베스트 나인에는 두 차례나 선정됐다. 대학 졸업 후에는 이번에야 말로 경륜 선수가 되겠다는 마음을 굳혔으나 1980년 프로 야구 드래프트 회의에서 긴테쓰 버펄로스로부터 무토 가즈쿠니의 낙첨 2순위로 지명됐고 야구부 감독이던 야노 스케히로의 권유도 있어서 긴테쓰에 입단했다.

### 프로 야구 선수 시절
프로 1년째인 1981년에는 대주자와 수비 요원으로서의 출장이 많았고 77경기에 출전하여 타수는 겨우 19타수였다. 그 해에는 니시모토 유키오가 감독을 맡는 마지막 시즌이었기에 밤낮을 가리지 않은 채로 강도높은 훈련으로 단련받았다. 이듬해 1982년 시범 경기에서 부상을 당한 2루수 빅터 해리스가 외야수로 변경돼 시범 경기에서 3할 이상의 높은 타율을 기록해 주전 2루수가 됐다. 그해 정규 시즌에서는 타율 2할 7푼 4리, 12홈런, 도루 47개를 기록하는 등의 성적을 남기면서 신인왕과 다이아몬드 글러브상을 수상했다.
3년째인 1983년에는 60개의 도루를 기록하며 도루왕 타이틀을 석권했고 후쿠모토 유타카의 연속 도루왕 기록을 13년 만에 멈추게 했다. 1983년부터 1번·2루수로 정착했고 2년 연속으로 다이아몬드 글러브상 수상과 동시에 베스트 나인에도 선정됐다. 이듬해 1984년에도 도루왕, 다이아몬드 글러브상, 베스트 나인을 연거푸 차지하면서 퍼시픽 리그를 대표하는 2루수로 성장했다. 1984년 올스타전 3차전에서는 그때까지 8연속 탈삼진 기록을 수립하고 있던 에가와 스구루를 상대로 2루 땅볼을 치면서 에나쓰 유타카와 맞먹는 9연속 탈삼진의 기록을 저지했다.
프로 5년째인 1985년에는 고등학교 시절 동급생이자 팀 동료였던 구보데라 유지가 갑작스럽게 사망하여 오이시는 1월 8일 장례식에 참석, 감정에 북받칠 정도로 통곡하여 조사를 낭독했다.
1987년에는 통산 세 번째의 도루왕을 차지했지만 이 무렵부터 오른쪽 어깨 통증이 발병했다. 이 때문인지 이듬해 1988년에는 롯데 오리온스와의 더블헤더(일명 10.19)가 치른 이후인 11월에 오사카 후생연금 병원에서 오른쪽 어깨 수술을 받았고 같은 해 12월 8일에는 미야코 호텔 오사카에서 결혼식을 올렸다.
1989년에는 연초부터 부인과 함께 하와이나 사이판에서 재활 훈련에 임했고 그 후에도 팀의 스프링 캠프에는 참가하지 않고 이시카와현 고마쓰시에 소재하고 있는 온천에서 단독 트레이닝을 가졌다. 8월 3일 오릭스 브레이브스와의 경기에서 오른쪽 장딴지 부분에 근육 파열을 일으키는 부상을 입는 등 1989년에는 출전 경기수가 109경기로 줄어들었지만 타율이 2할 7푼 7리를 기록할 정도로 팀내 간판 타자로서의 해결사 역할을 보여주면서 팀의 리그 우승에 기여했다. 오이시는 현역 시절에 가장 기억에 남는 사건을 이 우승과 더불어 전년도인 1988년 롯데와의 더블헤더로 치른 ‘10.19’가 가장 기억에 남는다고 말했다. 더 나아가 요미우리 자이언츠와 맞대결을 펼쳤던 같은 해 일본 시리즈 1차전에서는 상대 투수인 사이토 마사키로부터 일본 시리즈 역사상 유일하게 1차전 첫회에서 선두 타자 홈런을 날렸다. 하지만 그 이후에는 극도의 타격 부진에 시달리면서 당시 일본 시리즈에서의 최악의 기록에 해당되는 21타수 연속 무안타라는 기록도 남겼다(중간에 2개의 볼넷과 3개의 희생타 사이에 두고 있기 때문에 타석수로는 26타석 연속 무안타이며, 27타석째에 홈런을 날리고 기록을 끝내면서 그해 일본 시리즈에서는 24타수 2안타, 타율 8푼 3리, 2홈런). 이 기록은 2011년 일본 시리즈에서 주니치 드래건스의 다니시게 모토노부가 23타수로 기록을 경신했지만 신기하게도 그 순간을 오이시 자신도 상대 팀의 코치라는 입장에서 지켜보게 됐다.
1990년에는 어깨가 완전하게 회복하여 스프링 캠프에서 순조롭게 조정됐고 6월 26일 롯데와의 경기에서는 이라부 히데키로부터 끝내기 만루 홈런을 날렸다. 그 해에는 리그 2위인 타율 3할 1푼 4리, 20홈런 등의 좋은 성적을 남겼다. 1992년에 아라이 히로마사가 현역에서 은퇴하고 야마모토 가즈노리가 복귀하는 1996년까지 팀의 최고령 선수가 됐다. 또한 그 해의 계약 갱신에서 연봉이 1,300만 엔이 상승한 1억 500만 엔(추정치)이 되면서 긴테쓰 구단 역사상 처음으로 1억 엔 선수가 됐다. 개막 시점인 34세가 된 1993년에는 6년 만에 도루왕을 획득하면서 이 타이틀의 최고령 기록이 됐다. 1994년경부터는 준주전 선수가 되면서 ‘40세까지의 현역과 2000안타 달성’이라는 목표를 내걸었다. 그러나 39세가 된 1997년 여름부터는 감독인 사사키 교스케에게서 기용되는 출전 기회가 급감해지면서 9월에는 구단으로부터 현역 은퇴를 권유받았다. 이 같은 구단의 뜻을 온전하게 받아들여 그 해를 마지막으로 현역에서 은퇴했다.

### 해설자·코치 시절
은퇴 후에는 긴테쓰로부터 2군 수비·주루 코치를 맡아달라는 요청이 있었지만 고사했고 간사이 TV와 후지 TV 야구 해설자, 닛칸 스포츠 야구 평론가(1998년 ~ 2002년)로 활동했다. 2003년부터 긴테쓰의 1군 수비·주루 코치로 발탁돼 스프링 캠프에서는 슬라이딩 연습에 비디오를 도입하여 선수들과 함께 플레이를 확인해 개개인의 주루간 걸리는 시간과 세이프티 리드의 폭을 측정해서 주루의 구체적인 이미지를 명확하게 보여줬다. 3월 28일 개막전에서의 첫회부터 터피 로즈가 노 사인으로 도루를 성공시키는 등 그 해엔 팀의 도루가 크게 증가됐다.
2005년에 긴테쓰는 오릭스와의 합병으로 해체되면서 오릭스의 2군인 서패스 종합 수석 코치로 취임했다. 더 나아가 서패스 감독인 가토 히데지가 허리 통증으로 휴양 생활에 들어가면서 감독 대행이 됐고 이듬해 2006년에는 서패스 감독으로 취임했다. 1군 감독인 나카무라 가쓰히로와는 스프링 캠프 중에서 이틀에 한 번 꼴로 전화하는 등 밀접하게 연락을 취하고 스프링 캠프에서는 스카우트 및 자기 자신도 타격 투수를 맡는 등 적극적인 지도를 가졌다. 구장에서는 언제나 전력으로 플레이하고, 생각하면서 연습에 임할 것을 2군 선수들에게 요구하여 전년도에 최하위였던 팀을 상위권 경쟁에 뛰어들게 하였다.
2007년부터는 1군 수석 코치로 부임했고 2008년부터는 내야 수비·주루 코치도 겸임하고 있었다. 같은 해 2008년 5월 21일에는 테리 콜린스가 시즌 도중에 감독직에서 물러나면서 1군 감독 대행으로 부임했다. 콜린스의 사임을 구단으로부터 전해들은 것은 그로부터 이틀 전이었다고 한다.

### 오릭스 감독 시절
감독 대행으로 부임하면서 그때까지의 팀 방침을 완전히 바꿔 선발 투수의 한 경기당 100개의 투구수 제한을 철폐, 휴일이나 이른 아침에 연습 추천 등을 내세우고, 또한 전임 감독이 하지 않았던 2군 시찰도 적극적으로 이뤄졌다. 2군에서는 오제 히로유키나 모리야마 마코토 등을 승격시켜서 가지모토 다쓰야를 지배하 선수로 등록시키는 등 적극적으로 젊은 선수들을 발굴하는 것과 동시에 세세한 지도를 해나갔다. 그런 한편으로 터피 로즈와 알렉스 카브레라 등의 두 베테랑에게는 실적을 존중하여 자주적인 조정을 인정하고 그 결과는 양 선수의 성적을 합친 76홈런, 222타점을 기록하는 맹활약과 대우에 걸맞은 것이었다. 또한 2008년을 마지막으로 은퇴한 기요하라 가즈히로에 대해서도 큰 점수차인 상황에서 기용하지 않는 등 기용 방식에서도 배려하는 모습을 보였다.
감독으로 취임할 당시에는 승률이 저조할 정도의 극심한 침체를 겪으면서 5위에 머물렀던 팀은 7월 하순 들어서 자력 1위 달성은 사라졌지만 순조롭게 상위권 경쟁에 뛰어들면서 8월 2일에 감독으로 승격됐다. 이에 따라 구 오사카 긴테쓰 버펄로스의 OB로서는 처음으로 오릭스 버펄로스의 감독이 된 것이고 이듬해 2009년에도 계속해서 지휘를 맡을 것이라고 구단측이 발표했다. 팀은 9월 상순에 2위로 급부상하여 그대로 정규 시즌을 마쳤는데 최종적으로 팀은 리그 2위를 기록하며 클라이맥스 시리즈 진출을 결정지었다. 클라이맥스 시리즈에서는 제1 스테이지에서 홋카이도 닛폰햄 파이터스와 맞붙었는데 그해 15승을 기록한 고마쓰 사토시를 1차전이 아닌 2차전에 선발 등판시키는 작전을 취했으나 실책과 불운의 타구가 겹치면서 팀은 패했다. 오이시는 1차전에 곤도 가즈키를 선발로 내보낸 것에 대해 “후회는 없지만 투수 교체를 좀 더 빨리 했어야만 했다”라고 말했다.
2008년 추계 스프링 캠프에서는 이전 팀 동료였던 노모 히데오를 임시 투수 코치로서 초빙했고 또한 2009년에는 전년도부터 기요카와 에이지, 아카호리 모토유키 외에도 현역 시절부터 오랫동안 함께 지냈던 사사키 오사무를 투수 수석 코치로 영입하여 ‘투수 코치 3인제’로 팀을 정비했다. 하지만 2009년 시즌에서 팀 평균 자책점은 12개 구단 가운데 최하위로 떨어졌고 4명의 외국인 선수(터피 로즈, 알렉스 카브레라, 그렉 라로카, 호세 페르난데스)들의 몸에 맞는 볼 등으로 인한 골절이나 장기 이탈하는 등 타선에서의 장타력도 부진을 겪었다. 결국 6월에 4승 14패, 승률 2할 2푼 2리의 저조한 성적을 기록하는 등 시즌 종료까지 다시 부활할 조짐을 보여주지 못한 채 2년 만에 최하위(6위)로 끝났고 성적 부진에 대한 책임을 지고 구단본부장인 나카무라 가쓰히로(9월 30일부로)와 함께 해임됐다.

### 그 후
2009년 11월 25일에 후쿠오카 소프트뱅크 호크스로부터 수석 코치를 맡아달라는 요청을 수락하여 코치 취임이 발표됐고 이듬해 2010년부터 4년간 아키야마 고지 감독의 지휘 하에 코치를 맡아 2010년에는 12개 구단 가운데 최다 도루수(148)를 기록하며 팀의 7년 만에 리그 우승을 이끌었고 2011년에는 리그 연패와 일본 시리즈 우승(본인으로서는 처음)에 기여했다. 2013년 시즌 끝으로 퇴단했다.
2014년부터는 다시 간사이 TV의 해설자(복수 계약으로 TV 니시닛폰의 해설자도 겸임), 2015년부터 J SPORTS도 겸임, 닛칸 스포츠(닛칸 스포츠 신문 서일본)의 평론가를 맡고 있다.
2016년 3월 12일, 베이스볼 챌린지 리그 팀인 니가타 알비렉스 베이스볼 클럽의 야수 종합 코치로 부임, 1년 간 맡았다. 다만, 상시 팀엔 대동하지 않는 비상근이었다.
2016년 12월, 아이치현 나고야시에 연고지를 두고 있는 사회인 야구팀 제이 프로젝트의 감독으로 부임했고 2020년 6월 30일부로 퇴임했다.

## 플레이 스타일
신장 166cm로 체격은 그리 좋진 않았지만 뛰어난 수비·주루 기술과 장타도 기대할 수 있는 타격으로 긴테쓰의 1번 타자로서 오랫동안 활약했다. 통산 415개의 도루는 역대 7위이다(2014년 시즌 종료 기준). 오이시는 후쿠모토 유타카를 ‘사상 최고의 프로 야구 선수’라고 치켜세워 주루·공격·수비의 종합적인 능력은 오 사다하루와 나가시마 시게오보다 뛰어나다고 한다. 현역 시절에는 후쿠모토를 따라잡으려는 목표를 세웠고 주루에 관해서만은 7할 가까이까지는 도달할 수 있었다고 술회했다.

### 타격
‘이테마에 타선’의 1번 타자로서 홈런을 의식하고 타석에 들어섰는데 1984년에는 29개의 홈런을 기록했다. 20대일 적에는 무게가 1,120g이나 되는 ‘스리바치’ 모양의 방망이를 사용했지만 오른쪽 어깨 부상을 계기로 1,060g의 것으로 바꿨다. 배팅에 관해서는 특별히 배운 기억이 없다고 했는데 그립을 올리면서 치려고 하는 타법을 특기로 삼았다.
1번 타자는 3할 3푼부터 3할 5푼 정도의 출루율을 목표로 삼아야 한다고 했는데 일반적으로 장타를 경계한 볼넷이 적은 만큼 클린업보다 출루율이 상승하기가 어렵다고 분석했다. 또한 첫회를 시작으로 하여 경기를 하는 동안 득점 찬스가 있는 상황에서 확실하게 출루하는 것을 중시했다.

### 주루
프로에 들어가는 것을 처음으로 의식한 것은 대학 3학년 때인 봄에 도토 대학 리그 신기록인 17개의 도루를 기록했던 때였다고 밝혔고 긴테쓰에 입단할 당시에도 특히 빠른 발을 가졌다는 평가를 받았다. 프로에서는 통산 4차례의 도루왕 타이틀을 획득하여 후쿠모토 유타카의 연속 도루왕 기록을 저지하는 선수로도 유명했다. 3루에의 도루는 통산 74차례나 시도해 도루 실패는 3차례에 불과했고 성공률은 9할 5푼 9리에 이르렀다. 3루 도루는 1984년부터 1997년에 은퇴할 때까지 45번 연속으로 성공했다. 또 도루 뿐만 아니라 주력에 의해서 단타를 장타로 만드는 것도 고집스러웠다. 3루에 있는 상황에서는 외야 플라이가 나온 순간에 터치업의 판단이 됐다고 한다. 1983년 9월 1일 난카이 호크스전에서 한 이닝에 2루·3루 도루를 연속으로 성공시켜 홈으로의 도루에도 도전했지만 실패하여 1979년 시마다 마코토 이래가 되는 ‘한 이닝 3 도루’를 달성하지 못했다.
‘발에 슬럼프는 없다’라는 견해에 대해서는 부정적이어서 투수의 버릇을 알 수 없거나 컨디션이 나빠진 때에는 적극적인 주루가 어려웠다고 말했다. 특히 오른쪽 어깨 통증으로 슬럼프를 겪었던 시기에는 갑작스런 통증이 주루에도 악영향을 미치기도 했다. 오이시가 기록한 415개의 도루는 긴테쓰 구단 기록이다.

### 수비
같은 시기에 퍼시픽 리그에서 오이시와 같은 2루수로서 활약했던 쓰지 하쓰히코와 시라이 가즈유키에게는 준족을 살린 넓은 수비 범위에 대해 높이 평가받고 있었다. 오이시는 1982년부터 1984년까지 3년 연속 골든 글러브상을 수상했는데 수비에 있어서는 타자마다 타구의 경향을 파악하고 더 나아가 경기의 상황을 고려해서 수비 위치를 결정했다. 노린대로 잘 치는 타자의 경우에는 예측이 어려워서 포수의 사인을 보고 투구 모션에 들어간 뒤에야 움직였다고 한다. 타구에 대한 예측에는 오랜 기간의 경험이 매우 중요하고, 더욱이 그 타구를 처리하는 좋은 이미지를 갖는 것을 소중히 하고 있었다고 한다.
경기 중에 세밀하게 변하는 수비 위치에 대해서는 다른 내야수에게 그때마다 알려서 서로의 수비나 송구를 원활히 하는 것을 유의해 뒀다고 한다. 또한 2루 주자가 리드하고 있을 때 스타트하는 버릇을 관찰해서 2루에의 견제를 1회로 결정하기 위해서 활용했다고 한다. 스타트를 늦추게 하고 싶은 상황에서는 견제 혹은 그 사인을 반복적으로 했다고 한다.
2루수는 항상 일어날 수 있는 모든 상황을 가정해 두는 것이 특히 중요하다고 생각하고 있으며 빈도가 매우 낮은 예로서는 주자 1루에서 번트가 낮은 플라이가 됐을 경우 노 바운드로 병살되기가 어려우면 원바운드로 1루에 송구하고 있으므로, 2루수는 1루를 밟기 전에 주자에게 터치하는 것을 미리 숙지할 필요가 있다고 말했다.

## 에피소드
현역 시절, 타석에 서면 ‘다이짱!’이라는 응원이 3차례나 이뤄진 후 우주소년 아톰의 원곡인 응원가가 흘러나왔다. 두 명의 아들을 두고 있어 1990년생인 장남이 경륜 선수를 목표로 하고 있다.
차남인 오이시 타카하루는 2012년에 시코쿠 아일랜드 리그 플러스 팀인 고치 파이팅독스에 내야수로서 입단해 2013년까지 2년간 활약했다. 2014년 12월 24일에 일본 경륜 학교 제109회 입학 기능 시험에 합격했다. 2016년 3월에 경륜 학교를 졸업하고 같은 해 7월 경륜 선수로서 데뷔해 두 번째 경기에서 첫 승리를 거두었다.

## 상세 정보

### 출신 학교
- 시즈오카 현립 시즈오카 상업고등학교
- 아시아 대학

### 선수 경력
- 긴테쓰 버펄로스(1981년 ~ 1997년)

### 지도자·기타 경력
지도자
- 오사카 긴테쓰 버펄로스 1군 수비 주루 코치(2003년 ~ 2004년)
- 서패스 종합 수석 코치·감독 대행(2005년)
- 서패스 감독(2006년)
- 오릭스 버펄로스 1군 수석 코치(2007년)
- 오릭스 버펄로스 감독(2008년 ~ 2009년)
- 후쿠오카 소프트뱅크 호크스 1군 수석 코치(2010년 ~ 2013년)
- 니가타 알비렉스 베이스볼 클럽 야수 종합 코치(2016년)
- 제이 프로젝트 감독(2017년 ~ 2020년)

해설자
- 후지 TV 야구 해설자(1998년 ~ 2002년)
- 간사이 TV, 닛칸 스포츠 야구 해설자(1998년 ~ 2002년, 2014년 ~ )

### 수상·타이틀 경력

#### 타이틀
- 도루왕 : 4회(1983년, 1984년, 1987년, 1993년)

#### 수상
- 신인왕(1982년)
- 베스트 나인 : 3회(1983년, 1984년, 1990년)
- 다이아몬드 글러브상 : 3회(1982년 ~ 1984년)

### 개인 기록

#### 첫 기록
- 첫 출장 : 1981년 4월 8일, 대 난카이 호크스 전기 2차전(닛폰 생명 구장), 7회말에 아리타 슈조의 대주자로서 출장
- 첫 도루 : 1981년 4월 11일, 대 세이부 라이온스 전기 1차전(세이부 라이온스 구장), 7회초에 2루 안착(투수 : 마쓰누마 마사유키, 포수 : 오이시 도모요시)
- 첫 안타 : 1981년 4월 26일, 대 닛폰햄 파이터스 전기 4차전(고라쿠엔 구장), 8회초에 오카베 노리아키으로부터 단타
- 첫 선발 출장 : 1981년 7월 22일, 대 롯데 오리온스 후기 5차전(이시카와 현립 야구장), 9번·2루수로서 선발 출장
- 첫 타점 : 1982년 4월 12일, 대 롯데 오리온스 전기 3차전(닛폰 생명 구장), 2회말에 오쿠에 히데유키로부터 적시타
- 첫 홈런 : 1982년 5월 5일, 대 세이부 라이온스 전기 4차전(세이부 라이온스 구장), 9회초에 나가이 다모쓰로부터 솔로 홈런

#### 기록 달성 경력
- 통산 1000안타 : 1989년 6월 7일, 대 후쿠오카 다이에 호크스 10차전(헤이와다이 구장), 8회초에 무라타 가쓰요시로부터 ※역대 155번째
- 통산 1000경기 출장 : 1989년 7월 16일, 대 오릭스 브레이브스 12차전(한큐 니시노미야 구장), 1번·2루수로서 선발 출장 ※역대 287번째
- 통산 100홈런 : 1990년 4월 22일, 대 세이부 라이온스 5차전(세이부 라이온스 구장), 4회초에 와타나베 히사노부로부터 선제 솔로 홈런 ※역대 158번째
- 통산 300도루 : 1991년 5월 19일, 대 롯데 오리온스 8차전(아키타 시영 야바세 구장), 9회초에 2루 안착(투수 : 소노카와 가즈미, 포수 : 아오야기 스스무) ※역대 19번째
- 통산 350도루 : 1993년 4월 11일, 대 닛폰햄 파이터스 2차전(후지이데라 구장), 9회말에 2루 안착(투수 : 야마하라 가즈토시, 포수 : 다무라 후지오) ※역대 13번째
- 통산 1500안타 : 1993년 6월 4일, 대 후쿠오카 다이에 호크스 8차전(닛폰 생명 구장), 8회말에 기무라 게이지로부터 좌전 안타 ※역대 67번째
- 통산 1500경기 출장 : 1993년 8월 1일, 대 지바 롯데 마린스 15차전(지바 마린 스타디움), 1번·2루수로서 선발 출장 ※역대 108번째
- 통산 200희생타 : 1994년 4월 9일, 대 세이부 라이온스 1차전(세이부 라이온스 구장), 9회초에 궈타이위안으로부터 ※역대 12번째
- 통산 1000득점 : 1994년 7월 16일, 대 오릭스 블루웨이브 14차전(그린 스타디움 고베), 6회초에 랄프 브라이언트의 적시타로 기록 ※역대 26번째
- 통산 400도루 : 1995년 8월 30일, 대 닛폰햄 파이터스 22차전(도쿄 돔), 9회초에 2루 안착(투수 : 니시무라 모토후미, 포수 : 야마시타 가즈히코) ※역대 7번째

#### 기타
- 올스타전 출장 : 9회(1982년 ~ 1984년, 1986년 ~ 1987년, 1989년 ~ 1990년, 1992년 ~ 1993년)

### 등번호
- 43(1981년 ~ 1982년)
- 4(1983년 ~ 1997년)
- 81(2003년 ~ 2009년, 2016년)
- 80(2010년 ~ 2013년)

### 등록명
- 大石 大二郎(1981년 ~ 1987년 9월 14일, 1991년 ~ )
- 大石 第二朗(1987년 9월 15일 ~ 1990년)

### 연도별 타격 성적
| 연 도       | 소 속       | 경 기 | 타 석 | 타 수 | 득 점 | 안 타 | 2 루 타 | 3 루 타 | 홈 런 | 루 타 | 타 점 | 도 루 | 도 루 자 | 희 생 번 | 희 생 플 | 볼 넷 | 고 4 | 사 구 | 삼 진 | 병 살 타 | 타 율 | 출 루 율 | 장 타 율 | O P S |
| ----------- | ----------- | ----- | ----- | ----- | ----- | ----- | ------- | ------- | ----- | ----- | ----- | ----- | -------- | -------- | -------- | ----- | ---- | ----- | ----- | -------- | ----- | -------- | -------- | ----- |
| 1981년      | 긴테쓰      | 77    | 20    | 19    | 14    | 6     | 0       | 0       | 0     | 6     | 0     | 11    | 5        | 0        | 0        | 0     | 0    | 1     | 4     | 0        | .316  | .350     | .316     | .666  |
| 1982년      | 긴테쓰      | 129   | 573   | 492   | 86    | 135   | 16      | 1       | 12    | 189   | 41    | 47    | 12       | 23       | 2        | 55    | 1    | 1     | 42    | 7        | .274  | .347     | .384     | .731  |
| 1983년      | 긴테쓰      | 130   | 592   | 506   | 90    | 145   | 23      | 6       | 10    | 210   | 46    | 60    | 14       | 14       | 2        | 62    | 1    | 8     | 64    | 4        | .287  | .372     | .415     | .787  |
| 1984년      | 긴테쓰      | 130   | 598   | 528   | 97    | 149   | 22      | 5       | 29    | 268   | 65    | 46    | 19       | 10       | 0        | 58    | 5    | 2     | 58    | 5        | .282  | .355     | .508     | .863  |
| 1985년      | 긴테쓰      | 83    | 375   | 321   | 62    | 99    | 21      | 4       | 11    | 161   | 45    | 19    | 4        | 12       | 2        | 35    | 1    | 5     | 32    | 3        | .308  | .383     | .502     | .884  |
| 1986년      | 긴테쓰      | 130   | 595   | 538   | 95    | 156   | 16      | 12      | 16    | 244   | 55    | 24    | 14       | 12       | 6        | 33    | 3    | 6     | 47    | 5        | .290  | .334     | .454     | .788  |
| 1987년      | 긴테쓰      | 130   | 586   | 532   | 75    | 141   | 26      | 4       | 5     | 190   | 42    | 41    | 9        | 10       | 3        | 39    | 1    | 2     | 58    | 6        | .265  | .316     | .357     | .673  |
| 1988년      | 긴테쓰      | 128   | 558   | 488   | 65    | 123   | 13      | 9       | 5     | 169   | 34    | 16    | 9        | 18       | 1        | 51    | 0    | 0     | 55    | 4        | .252  | .322     | .346     | .669  |
| 1989년      | 긴테쓰      | 109   | 471   | 401   | 70    | 111   | 22      | 1       | 8     | 159   | 33    | 14    | 4        | 21       | 0        | 48    | 1    | 1     | 46    | 4        | .277  | .356     | .397     | .752  |
| 1990년      | 긴테쓰      | 125   | 541   | 471   | 93    | 148   | 25      | 6       | 20    | 245   | 69    | 20    | 4        | 15       | 4        | 49    | 0    | 2     | 51    | 8        | .314  | .378     | .520     | .898  |
| 1991년      | 긴테쓰      | 125   | 549   | 459   | 77    | 123   | 22      | 3       | 6     | 169   | 42    | 12    | 7        | 18       | 4        | 62    | 0    | 5     | 65    | 7        | .268  | .358     | .368     | .727  |
| 1992년      | 긴테쓰      | 130   | 576   | 487   | 76    | 131   | 24      | 6       | 6     | 185   | 47    | 39    | 13       | 23       | 1        | 62    | 1    | 3     | 56    | 4        | .269  | .354     | .380     | .734  |
| 1993년      | 긴테쓰      | 127   | 547   | 470   | 69    | 121   | 10      | 2       | 10    | 165   | 49    | 31    | 7        | 23       | 0        | 51    | 0    | 3     | 65    | 6        | .257  | .334     | .351     | .685  |
| 1994년      | 긴테쓰      | 84    | 320   | 274   | 44    | 74    | 15      | 0       | 2     | 95    | 33    | 11    | 1        | 12       | 1        | 31    | 0    | 2     | 37    | 7        | .270  | .347     | .347     | .694  |
| 1995년      | 긴테쓰      | 102   | 354   | 303   | 43    | 73    | 13      | 1       | 4     | 100   | 21    | 11    | 6        | 9        | 2        | 38    | 2    | 2     | 52    | 5        | .241  | .328     | .330     | .658  |
| 1996년      | 긴테쓰      | 80    | 271   | 224   | 36    | 49    | 7       | 3       | 2     | 68    | 19    | 11    | 1        | 10       | 5        | 29    | 1    | 3     | 44    | 4        | .219  | .310     | .304     | .614  |
| 1997년      | 긴테쓰      | 73    | 183   | 151   | 24    | 40    | 6       | 0       | 2     | 52    | 13    | 2     | 2        | 6        | 3        | 22    | 1    | 1     | 22    | 2        | .265  | .356     | .344     | .700  |
| 통산 : 17년 | 통산 : 17년 | 1892  | 7709  | 6664  | 1116  | 1824  | 281     | 63      | 148   | 2675  | 654   | 415   | 131      | 236      | 36       | 725   | 18   | 47    | 798   | 81       | .274  | .347     | .401     | .749  |

- 굵은 글씨는 시즌 최고 성적.

### 감독으로서의 팀 성적
| 연도       | 소속       | 순위       | 경기 | 승리 | 패전 | 무승부 | 승률 | 승차                         | 팀 홈런                      | 팀 타율                      | 팀 평균자책점                | 연령                         |
| ---------- | ---------- | ---------- | ---- | ---- | ---- | ------ | ---- | ---------------------------- | ---------------------------- | ---------------------------- | ---------------------------- | ---------------------------- |
| 2008년     | 오릭스     | 2위        | 95   | 54   | 40   | 1      | .574 | 2.5                          | 152                          | .262                         | 3.93                         | 50세                         |
| 2009년     | 오릭스     | 6위        | 144  | 56   | 82   | 2      | .394 | 26.0                         | 118                          | .274                         | 4.58                         | 51세                         |
| 통산 : 2년 | 통산 : 2년 | 통산 : 2년 | 239  | 110  | 126  | 3      | .466 | A클래스 : 1회, B클래스 : 1회 | A클래스 : 1회, B클래스 : 1회 | A클래스 : 1회, B클래스 : 1회 | A클래스 : 1회, B클래스 : 1회 | A클래스 : 1회, B클래스 : 1회 |

1. 2008년 시즌은 5월 23일부터 전임 감독이었던 테리 콜린스를 대신해 지휘를 맡았음.
2. 이탤릭체는 시즌 도중의 성적.

## 같이 보기
- 10.19